# Ламоле (Фиренца)
Ламоле је насеље у Италији у округу Фиренца, региону Тоскана.
Према процени из 2011. у насељу је живело 35 становника. Насеље се налази на надморској висини од 586 м.